# Hambruna

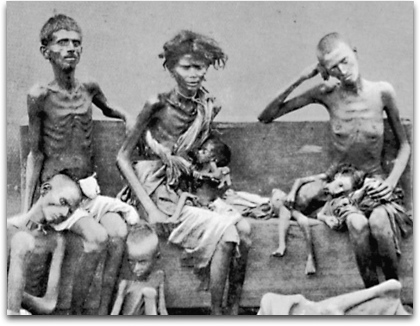
Fotografía de personas sufriendo los efectos de la hambruna en India hacia (1877).

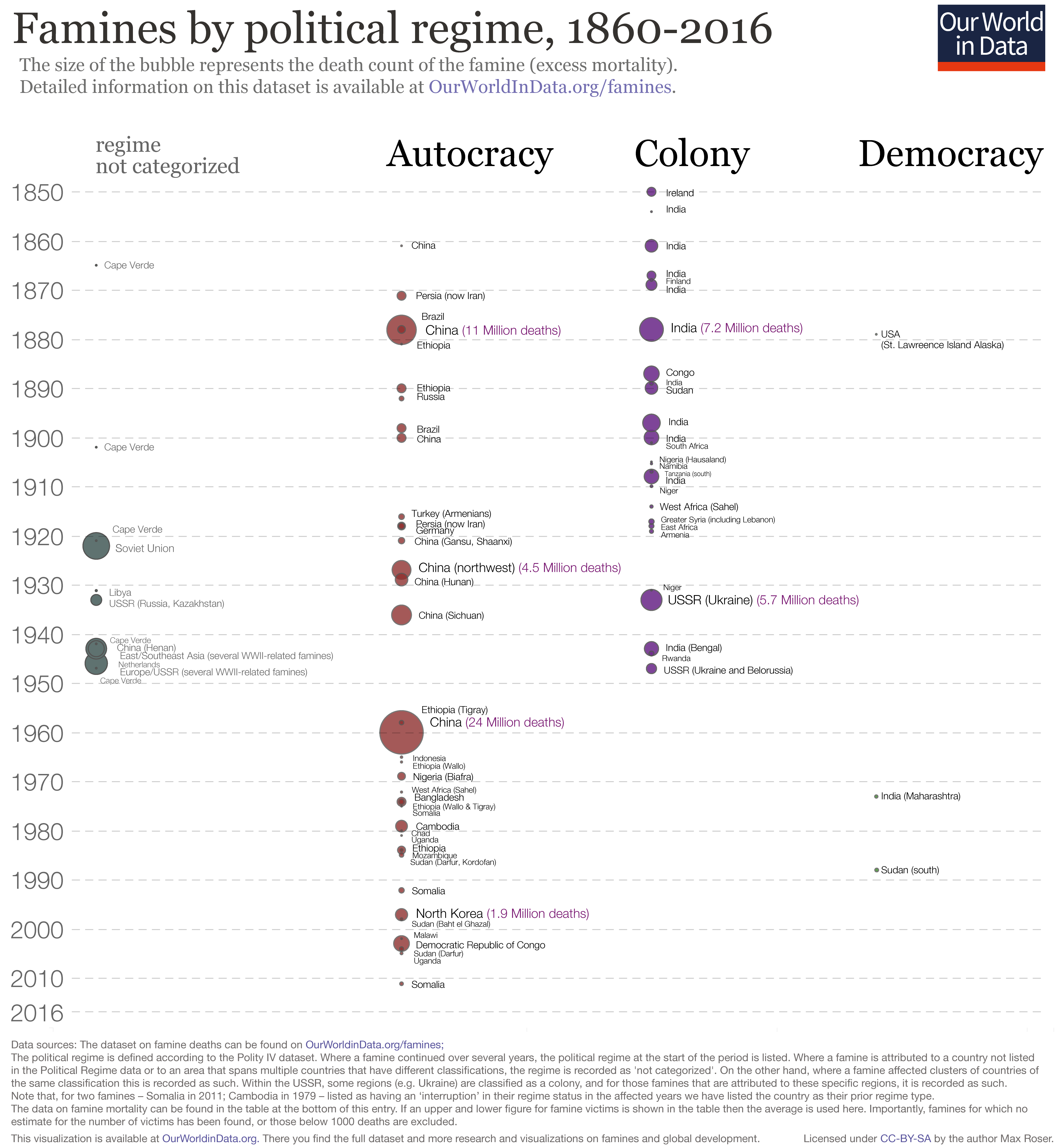
Hambrunas por régimen político

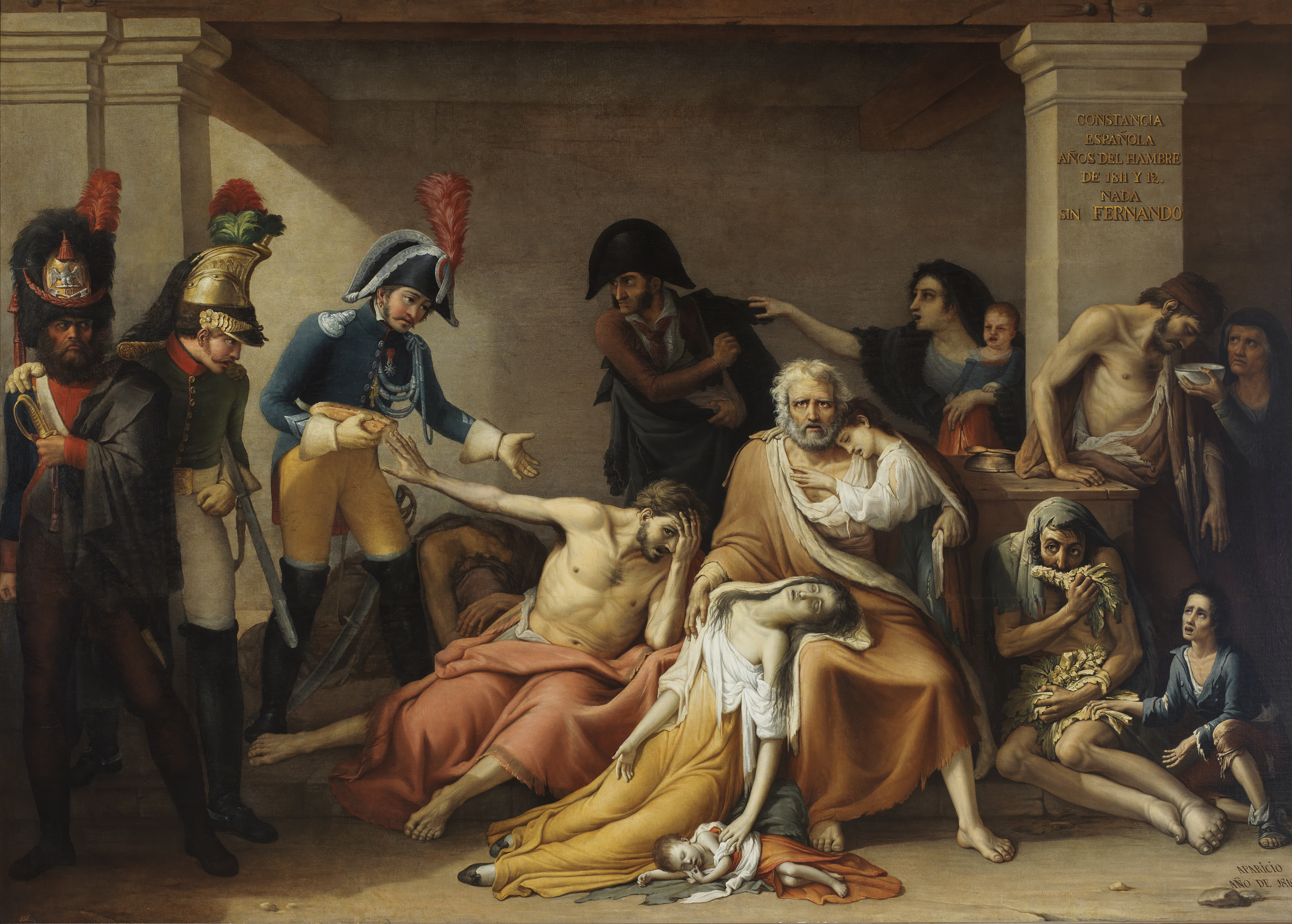
Pintura titulada El hambre en Madrid, 1818, de José Aparicio. La obra representa el hambre padecida por los ciudadanos de Madrid durante la ocupación napoleónica, en concreto representa a un grupo de ciudadanos rechazando la ayuda de los soldados invasores.

La hambruna es una situación que se da cuando un país o zona geográfica no posee suficientes alimentos y recursos para proveer de alimentos a la población, elevando la tasa de mortalidad debido al hambre y a la desnutrición.
Según el Proyecto Hambre de las Naciones Unidas, alrededor de 24 000 personas mueren cada día de hambre o de causas relacionadas con el hambre. Teniendo en cuenta que el total de muertes diarias por cualquier causa es de aproximadamente 150 000 personas, las muertes por hambre alcanzan el 16 % del total. Un 75 % de los fallecidos son niños menores de cinco meses. El Instituto de desarrollo y política alimentaria afirma que la hambruna y las guerras causan solo un 10 % de las muertes. La mayoría de las muertes por hambre se deben a desnutrición crónica. Las familias no consiguen suficientes alimentos debido a diferentes causas, como pobreza, guerras o catástrofes naturales. La Organización de las Naciones Unidas para la Alimentación y la Agricultura (FAO) estima que entre 1970 y 1980 el hambre crónica afectó a 842 000 000 de personas en el mundo.
En Europa hubo un largo período de hambrunas a principios del siglo XVII. En aquella época las ciudades estaban creciendo con rapidez y, en los años de malas cosechas, los habitantes de los núcleos urbanos con mayor poder adquisitivo, podían comprar alimentos mientras gran parte de la población, entre ella los propios agricultores, no podían.

## Definiciones
Según el Programa Mundial de Alimentos de las Naciones Unidas, la hambruna se declara cuando la malnutrición es generalizada y cuando las personas han empezado a morir de inanición por falta de acceso a alimentos nutritivos suficientes. Los criterios de Clasificación Integrada de las Fases de la Seguridad Alimentaria definen la Fase 5 de hambruna de inseguridad alimentaria aguda como aquella que se produce cuando:
- Al menos el 20% de los hogares de una zona se enfrentan a una escasez extrema de alimentos con una capacidad limitada para hacer frente a la situación; y
- La prevalencia de la malnutrición aguda en niños supera el 30%; y
- La tasa de mortalidad supera las dos personas por cada 10 000 habitantes al día.

La declaración de una hambruna no conlleva obligaciones vinculantes para la ONU o los Estados miembros, pero sirve para centrar la atención mundial en el problema.

## Historia
La aparición cíclica de hambrunas ha sido un pilar de las sociedades dedicadas a la agricultura de subsistencia desde los albores de la propia agricultura. La frecuencia e intensidad de las hambrunas ha fluctuado a lo largo de la historia, dependiendo de los cambios en la demanda de alimentos, como el crecimiento de la población, y los cambios en la oferta causados por las cambiantes condiciones climáticas. La hambruna se eliminó por primera vez en los Países Bajos e Inglaterra durante el siglo XVII, debido a la comercialización de la agricultura y a la aplicación de técnicas mejoradas para aumentar el  rendimiento de los cultivos.

### Disminución del hambre
Entre los siglos XVI y XVII, el sistema feudal europeo comenzó a desintegrarse, y los agricultores más prósperos comenzaron a cercar sus tierras, mejorando así sus rendimientos para vender el excedente de sus cosechas y obtener beneficios. Estos terratenientes capitalistas pagaban a sus jornaleros con dinero, lo cual fomentó la comercialización de la agricultura y transformó la economía rural. En el emergente mercado laboral, cada vez se valoraban más las técnicas avanzadas que permitían aumentar la productividad del trabajo. Para los agricultores, era rentable maximizar la producción en sus tierras, con el fin de vender el excedente en las zonas con mayor demanda. Así, al adoptar técnicas mejoradas, lograban obtener cada año un superávit garantizado de su cosecha.
Los campesinos de subsistencia también se vieron forzados a comercializar sus actividades debido al aumento de los impuestos. Los impuestos en dinero que debían pagarse a los gobiernos centrales obligaban a los campesinos a producir cosechas para vender, ya que el intercambio directo o trueque no bastaba para cumplir con estas obligaciones fiscales. Para ello, algunos campesinos recurrieron a cultivos industriales (como el lino y el cáñamo), mientras que otros aumentaron la producción de cultivos básicos. Así, lograban satisfacer tanto sus necesidades de subsistencia como sus obligaciones fiscales. Los ingresos monetarios permitían a los campesinos adquirir productos manufacturados y otros artículos no disponibles en su entorno inmediato. 
Durante el siglo XVI, los avances en técnicas agrícolas y sociales fomentaron una mayor producción de alimentos, aunque estos progresos se aceleraron notablemente a principios del siglo XVII. En la década de 1590, estos cambios ya estaban avanzados en la rica y comercializada provincia de Holanda, lo que permitió a su población resistir una crisis de hambruna que afectó a gran parte de Europa Occidental. Para entonces, Holanda había desarrollado uno de los sistemas agrícolas más comercializados de Europa. Además de cultivos de alimentos, la agricultura holandesa incluía productos industriales, como el Lúpulo, necesario para la industria de la cerveza. La especialización agrícola y la eficiencia incrementaron rápidamente, lo que posibilitó una urbanización acelerada en los Países Bajos a finales del siglo XVI y principios del siglo XVII. La mayor productividad de su agricultura fue clave para el aumento de la riqueza de la región y garantizó un suministro constante de alimentos.
Hacia 1650, la agricultura inglesa también se había comercializado a gran escala. La última hambruna en tiempos de paz en Inglaterra ocurrió en 1623-24. Aunque hubo períodos de escasez, nunca volvieron a ocurrir hambrunas graves. Las tierras comunales para pastoreo fueron cercadas para uso privado, consolidándose así explotaciones agrícolas eficientes a gran escala. Otros avances técnicos incluyeron el drenaje de pantanos, una mayor eficiencia en el uso de los campos y la introducción de cultivos comerciales. Estos progresos agrícolas resultaron en un aumento de la prosperidad en Inglaterra y fomentaron una urbanización cada vez mayor. A finales del siglo XVII, la agricultura inglesa se destacaba como la más productiva de Europa. Tanto en Inglaterra como en los Países Bajos, la población se estabilizó entre 1650 y 1750, el mismo período en el que ocurrieron transformaciones radicales en la agricultura. Sin embargo, en otras regiones de Europa, las hambrunas continuaron siendo un problema recurrente. En Europa del Este, por ejemplo, las hambrunas persistieron hasta el siglo XX.

## Hambrunas delsigloXIX

### Hambruna en Irlanda
En 1845, se produjo una gran hambruna en Irlanda. Antes, la mitad de la población de la isla (ocho millones de habitantes) se alimentaba principalmente de patatas, un tubérculo originario de América del Sur.
La cosecha de 1845 fue destruida por un hongo (Phytophthora infestans) conocido como roya, que llegó a Europa desde América del Norte. Miles de personas inundaron los pueblos y ciudades en busca de ayuda, estallando epidemias de fiebre tifoidea, cólera y disentería y haciendo que los esfuerzos del gobierno, los terratenientes y las organizaciones para la ayuda a los pobres fueran insuficientes. Hacia 1848, Irlanda había perdido un millón de habitantes, la mayoría muertos por hambre o por enfermedades, y más de un millón emigró a otros países.

### Hambruna en la India
A finales del siglo XIX, en la India se produjo una serie de frecuentes y devastadoras hambrunas, las más catastróficas que este país conociera. Aproximadamente 25 brotes de hambruna se extendieron por los estados de Tamil Nadu en el sur de India, Bihar en el norte y Bengala en el este, donde murieron entre 30 y 40 millones de indios.[cita requerida]
Las hambrunas fueron el resultado de problemas climatológicos con cambios en el régimen de lluvias que alternaban sequías con inundaciones. Pero también fueron causadas por la administración de los británicos, cuando tierras cultivadas por los indios con productos para su subsistencia y alimentación fueron reemplazadas por plantaciones de té y algodón. También las restricciones en el comercio interno y los altos impuestos a que se veían sometidos los pobladores indios y la desastrosa guerra con Afganistán ocasionaron una gran inflación y una sustancial exportación de productos de India hacia el Reino Unido.
Algunos ciudadanos, tales como William Digby, abogaron por reformas legales y ayuda para resolver el problema de la hambruna, pero el Gobernador General en aquella época, Lord Lytton, se opuso a cualquier cambio. Estas hambrunas siguieron hasta la independencia del dominio británico, siendo una de las principales la que sucedió en la ciudad de Bengala en 1943, cobrándose la vida de otros tres millones de habitantes.

## Hambrunas delsigloXX

### Hambruna en la Unión Soviética
En el invierno de 1932 y 1933 se produjo una hambruna en partes de la Unión Soviética, en particular el Volga, y en la RSS de Ucrania y la RSS Kazajistán (norte), pero esta, al contrario que la de 1921, fue provocada principalmente de manera artificial. Stalin, quien había alcanzado el poder en 1924, comenzó una política de colectivización de la agricultura en la Unión Soviética. Como la mayoría de los campesinos no tenían propiedades recibieron con entusiasmo la nueva política, los propietarios se resistieron a ella, reaccionando a veces con violencia, estallando numerosas revueltas. Decidido a sofocar las revueltas Stalin envió al Ejército Rojo, capturando a miles de disidentes y enviándolos a campos de trabajo en Siberia o fusilándolos. Paralelamente se aumentó la cuota de alimentos que las repúblicas debían entregar (en particular Ucrania), generando un vacío de alimentos en las regiones más fértiles, y comenzando así una hambruna masiva y prolongada en el lugar considerado como el «Granero de la URSS». Se estima que la cantidad de víctimas ascendió a 3,5 millones de personas. En el peor momento de la hambruna llegaron a morir unas 25 000 personas por día. Este suceso ha recibido el nombre de Holodomor (en ruso Golodomor).[cita requerida]

### Hambruna en Etiopía
A comienzos de la década de 1970, una situación de sequía que afectó a Etiopía, agudizada por el atraso feudal de la agricultura etíope, redujo la producción de alimentos en gran parte del país, lo cual generó una hambruna que provocó cerca de 300.000 muertos en las provincias de Welo y Tigray. Esta situación, que se mantuvo oculta para no afectar la popularidad internacional de Haile Selassie junto a la inestabilidad política y la resistencia a las políticas de relocalización de la población contribuyeron al debilitamiento del régimen y al derrocamiento de la monarquía.
Sin alcanzar a recuperarse de esta catástrofe, a comienzos de los años 1980 una sequía de gran magnitud vino a golpear a la empobrecida población rural de Etiopía, provocando una gran hambruna que dejó cerca de un millón de muertos. En este marco, cientos de miles de personas huyeron de la miseria económica, buscando refugio en el exterior. La hambruna se vio agudizada por la enorme concentración de población en las zonas más afectadas por la sequía y por la incapacidad del gobierno de hacerle frente, quienes al igual que en tiempo del emperador intentaron asentar sin éxito a la población en otras zonas, enfrentando crítica de la comunidad internacional, contraria al reasentamiento obligado de la población. A comienzos de 1985, todavía unos 7,7 millones de personas sufrían por la escasez de alimentos, de los cuales, 2,5 millones estaban en riesgo directo de hambre.

### Hambruna en España
Unas 200 000 personas murieron de hambre en España durante la posguerra de la guerra civil española, o sea entre 1939 y 1945. Un estudio de 1941 mostró que el español medio recibía solo el 66 % de las calorías necesarias. Por comparación, la situación en España era mucho peor que en Francia o Países Bajos ocupada por los nazis, incluso durante la notoria hambruna neerlandesa de 1944, cuando los nazis provocaron la muerte de 30 000 holandeses, una proporción más pequeña de la población.
La hambruna no fue producto de la Guerra Civil, ni de boicoteos a España por otros países. Tiene sus raíces en la política fracasada de autarquía elegida por el gobierno franquista. Además, el sistema de racionamiento de comida fue impunemente distorsionado por oficiales y caciques locales.
El régimen franquista ocultó la existencia de esta hambruna, y es poco conocida en España.

### Hambruna en México
En 1915 la Ciudad de México enfrentó una severa carencia de alimentos.Durante la Revolución Mexicana hubo hechos atroces cometidos por los distintos bandos que se enfrentaron para llegar al poder o para establecer sus ideas por encima de los demás planes que traía el grupo contrario.Eso llevó a que, cada facción que asediaba a la ciudad, en el afán de debilitar a las fuerzas que ocupaban sucesivamente la capital, cortaran las vías de tren y de caminos y con ello el suministros de alimentos; los comercios no contaban con víveres, había mortandad y las calles estaban llenas de mendigos y huérfanos.A 1915 se le conoce como el año del hambre en virtud de que, por un lado, los comerciantes acaparaban los productos, y por el otro, las mercancías escaseaban hasta el límite. El papel moneda no tenía valor, habida cuenta de que la facción revolucionaria que se hacía de la capital imponía el suyo y desconocía al anterior.

## Hambruna artificial

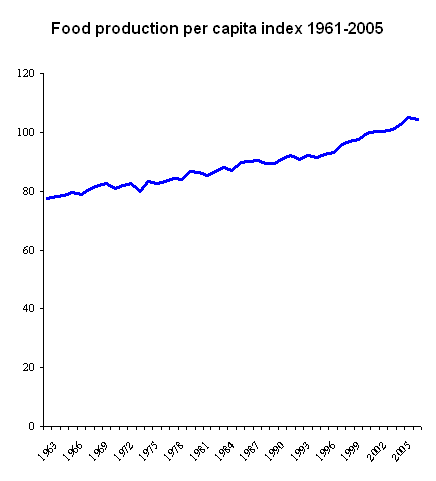
El crecimiento de la producción alimentaria ha sido mayor que el crecimiento de la población. La producción de alimentos por persona se incrementó durante el período 1971-2005, sin embargo, sigue habiendo miles de muertes diarias debido al hambre.

Se denomina hambruna artificial a la insuficiencia de alimentos debida a factores deliberadamente provocados. Se da en regiones ambientalmente aptas para dar sustento a su población pero donde sus habitantes sufren hambre (en casos extremos, se producen los alimentos necesarios, pero la población se ve privada de utilizarlos).
El 16 de septiembre de 2009 la PMA (o Programa Mundial de Alimentos), una agencia especializada de la Organización de las Naciones Unidas anuncia que «la ayuda alimentaria mundial está en su nivel más bajo en los últimos veinte años, a pesar de que el número de personas en estado crítico de hambruna se está disparando en 2009 a su punto más alto de la historia». Informa igualmente la agencia de que se producen suficientes alimentos en el mundo para alimentar a todos sus habitantes pero que el problema radica en la baja eficiencia para llevarlos a quienes los necesitan.
Una de las causas de hambruna artificial puede ser la hiperinflación e hiperdevaluación de la moneda local, lo cual contribuye en gran medida a la carestía e inaccesibilidad de los alimentos necesarios para la subsistencia. Es el caso de países como Zimbabue, Angola, Somalia y Venezuela (este último desde el año 2017).

## Organizaciones de lucha contra la hambruna
- FAO
- ONG